# Rag'n'Bone Man
Rory Charles Graham (Uckfield, Inglaterra, 29 de enero de 1985), conocido como Rag'n'Bone Man, es un cantante y compositor británico, que comenzó a ser ampliamente reconocido en 2016 después de la publicación de su sencillo «Human». Se situó entre los diez principales sencillos en la mayoría de los listados de popularidades musicales en Europa, incluyendo Alemania y Reino Unido, países en los que además logró excelentes ventas. Su notabilidad para aquel entonces le valió el Premio Brit por elección de los críticos y el segundo puesto del sondeo BBC Sound of 2017.

## Biografía

### Primeros años
Rory Graham nació el 29 de enero de 1985 en Uckfield, al sureste de Inglaterra en Reino Unido, donde se crio en un hogar sumamente musical. Asistió al centro de estudios superiores de Uckfield junto con Ben Thomas, quien se convirtió en su baterista tras alcanzar la fama. Su padre tocaba música blues en su guitarra  y su madre, Jane, era una cantante fanática del jazz y el folk. Desde una edad temprana, Graham mostró un fuerte interés por la música, pero debido a los escasos recursos económicos de la familia no pudo realizar su formación musical. No obstante, recibió lecciones de guitarra de su padre y, después de pasar horas en su habitación imitando el estilo vocal de cantantes como Muddy Waters, B. B. King, J.J. Cale y John Lee Hooker, llegó al punto de desarrollar sus habilidades vocales. Con quince años, integró una agrupación musical de rap y jungle, cuyas grabaciones solían emitir en una estación de radio pirata, y eran influenciados por los raperos británicos Jehst, Rodney P, Blak Twang y la banda Task Force. Fue en esa época cuando adoptó el seudónimo artístico de «Rag'n'Bone MC», que más tarde cambió a «Rag'n'Bone Man», y deriva de la comedia británica Steptoe and Son que solía ver junto con su abuelo cuando era niño. Graham no fue consciente de sus cualidades vocales durante gran parte de su juventud y, se cohibía de cantar en las noches de micrófono abierto en los bares que frecuentaba con su padre. Consideraba el canto mucho más artificioso que el rapeo, pero cambió de idea el día de su vigésimo primer cumpleaños, cuando su padre lo instó a realizar una presentación de música blues en un bar situado en East Grinstead. La respuesta entusiasta del público aumentó su confianza como vocalista y al poco tiempo comenzó a llevar a cabo actuaciones como artista de blues.

### Traslado a Brighton y comienzos de su carrera
A finales de la década de los años 2000, Graham empezó a sentir que no tenía futuro como artistas en su ciudad natal y, en 2009 a la edad de veintitrés años, decidió mudarse a Brighton para obtener mejores oportunidades. En esa misma época, un intérprete rapero de nombre Gizmo había comenzado a formar una agrupación musical llamada Rum Committee en un bar local y lo invitó a escribir canciones de rap para la banda. Así, retornó a sus inicios como artista de música underground y junto con la Rum Committee llevó a cabo presentaciones por Brighton, y tuvieron la oportunidad de actuar como teloneros de Pharoahe Monch y KRS-One. Más tarde, Graham comenzó a presentarse en solitario y en noviembre de 2012, publicó su primer disco EP Bluestown. A fines de 2012, tuvo su primera oportunidad de alcanzar la fama, cuando actuó como telonero de Joan Armatrading en un concierto en Brighton, después de que su novia envió varias grabaciones a los promotores. Para aquel entonces, empezó a trabajar con el sello británico de rap High Focus y publicó varias obras musicales. Después de eso, comenzó a colaborar con el productor Mark Crew, quien en ese momento trabajaba con Bastille en su álbum debut Bad Blood. Crew quedó encantado con las habilidades vocales de Graham y le consiguió un contrato con la editorial británica Warner Chappell en 2013. Un año más tarde, en 2014, se mudó a Londres, después de más de seis años viviendo en Brighton, y dejó su empleo como cuidador de personas con síndrome de Asperger y Down, oficio que desempeñó por más de cuatro años. Crew también lo ayudó a conseguir un acuerdo de grabación con la discográfica Columbia Records, una filial de Sony Music, que se firmó en julio. Luego en agosto, estrenó Wolves, un disco EP que apareció en internet de forma gratuita como estrategia para captar el interés del público y obtuvo una respuesta positiva. Wolves constaba de nueve canciones y con participaciones vocales de Kate Tempest y Vince Staples. Durante parte de 2014, Graham también participó en la grabación de una mixtape de Bastille y lo ayudaron a ganar popularidad como su telonero en una gira por Reino Unido.
Su segundo disco EP Disfigured se publicó a comienzos de marzo de 2015 y para promoverlo hizo seis conciertos en distintas ciudades de Reino Unido en ese mismo mes. Graham continuó con la promoción con múltiples presentaciones por el país y actuó en festivales como Eurosonic, Loveboxx y Glastonbury, después de lo cual, ganó popularidad y consiguió reunir una pequeña base de fanáticos. Su canción «Bitter End», del disco EP Disfigured, llamó la atención de varios disyoqueis de la BBC, que la emitieron regularmente en sus estaciones de radio.

### Ascenso a la fama conHuman
Con cierta notabilidad en Europa a mediados de 2016, Graham estrenó «Human», una canción cuya letra escribió junto con Jamie Hartman. Sony Music se encargó de su distribución a partir de julio de 2016 como el sencillo principal del álbum debut del artista al que además da título, y rápidamente ganó gran popularidad en Alemania. Se situó en el puesto 1 en la lista de sencillos alemana doce semanas y logró excelentes ventas. Luego, empezó a ganar notoriedad en otros países europeos como Austria, Bélgica, Hungría, Eslovaquia y Suiza, donde también fue un éxito enorme. La canción a pesar de haber sido publicada en su Reino Unido natal en ese entonces, para inicios de noviembre no había alcanzado relevancia, incluso en Australia, donde ingresó en el puesto 17 de su ranking, se volvió popular mucho antes. «Human» finalmente llamó la atención del público británico a finales de noviembre, después de que una concursante de The X Factor la interpretó en el programa. Luego de ello, ingresó en la lista de sencillos y progresivamente subió de posición, hasta obtener el puesto número 2 en Navidad. Sus ventas altas en referido país, que superan las novecientas mil copias, le valió la certificación de platino de la British Phonographic Industry (BPI). Gracias a su notoriedad en aquel entonces, supuso que fuera considerado uno de los artistas nuevos con más posibilidades a tener grandes éxitos durante 2017 al ser elegido subcampeón del sondeo musical BBC Sound of 2017, y reconocido con los premios Brit a la elección de los críticos y artista revelación británico, que lo convierte en el primer cantante en la historia de los Brit Awards en recibir ambos premios. Tom Odell promovió al cantante en una serie de conciertos como su telonero por varias ciudades británicas a principios de noviembre de 2016, y a fines del mismo mes, realizó múltiples presentaciones como anfitrión y tuvieron gran éxito de público con entradas agotadas para todas las funciones.
En enero de 2017, Graham estrenó «Skin» previo al lanzamiento de Human como su segundo sencillo y logró excelentes resultados comerciales, y pasó a ser su segundo sencillo exitoso en la lista musical británica. Human salió a los mercados musicales el 10 de febrero a través del sello discográfico Columbia y tuvo un gran éxito de ventas en su semana de estreno en Reino Unido, con más de ciento diecisiete mil ejemplares comercializados, por lo que ostenta el récord de ventas más rápidas de un álbum debut de un artista masculino británico de la década de 2010. Además, marcó un nuevo hito en la historia de la industria musical británica al convertirse en el primer cantante con su disco debut en conseguir la certificación de oro de la BPI en una semana, desde que Sam Smith lo logró en 2014, y al mes obtuvo la certificación de platino. Human se situó en el puesto 1 de las listas de álbumes británica, irlandesa, belga y neerlandesa. También fue muy bien recibido en Alemania y Australia, países en los que ingresó entre los diez primeros puestos en sus ránquines de éxitos musicales. Graham promovió el disco en varios programas de televisión y, entre marzo y abril realizará una gira de conciertos por Europa, incluyendo seis funciones en Reino Unido con todas las entradas vendidas.

## Discografía

### Álbumes de estudio
- 2017: Human
- 2022: Circles
- 2024: What do you believe in?

### EP
- 2012: Bluestown
- 2014: Wolves (solo en internet)
- 2014: Put That Soul on Me
- 2015: Disfigured
- 2017: Human
- 2021: Life By Misadventure

### Sencillos
- 2015: "Hard Came the Rain"
- 2016: "Healed"
- 2016: "Human"
- 2017: "Skin"
- 2017: "As You Are"
- 2017: "Grace (We All Try)"

### Colaboraciones
- 2016: "She" (Stig of the Dump con Rag'n'Bone Man)
- 2017: "The Apprentice" (Gorillaz con Rag'n'Bone Man, Zebra Katz & RAY BLK)
- 2019: "Giant" (Calvin Harris con Rag'n'Bone Man)

## Premios y nominaciones

### Brit Awards
| Año  | Nominado       | Galardón                     | Resultado | Ref.  |
| ---- | -------------- | ---------------------------- | --------- | ----- |
| 2017 | Rag'n'Bone Man | Elección de los críticos     | Ganador   | [ 4 ] |
| 2017 | Rag'n'Bone Man | Artista revelación británico | Ganador   |       |

### BBC Sound of...
| Año  | Nominado       | Galardón      | Resultado  | Ref.  |
| ---- | -------------- | ------------- | ---------- | ----- |
| 2017 | Rag'n'Bone Man | Sound of 2017 | Subcampeón | [ 5 ] |